# کیهان‌شناخت
کیهان‌شناخت نام کتابی است به زبان پارسی در دانش ستاره‌شناسی. نویسندهٔ این کتاب دانشمندی به نام قطان مروزی است که در اواخر سدهٔ پنجم و اواخر سدهٔ ششم هجری می‌زیست. کتاب کیهان‌شناخت مهم‌ترین اثر این دانشمند است. قطان مروزی این کتاب را در سال‌های ۴۹۸ تا ۵۰۰ هجری قمری نوشته است.
کیهان‌شناخت برای نوآموزان دانش ستاره‌شناسی نوشته شده‌است تا به کمک آن بتوانند دانش خود را افزایش دهند و به کتاب‌های تخصصی‌تر بپردازند.

## منبع
صفا، ذبیح‌الله، تاریخ ادبیات ایران(جلد دوم)، انتشارات فردوس، چاپ هفدهم